# Bahnhof Baunatal-Großenritte
Der Bahnhof Baunatal-Großenritte (auch als Großenritte bezeichnet) ist ein Bahnhof im Baunataler Stadtteil Großenritte, der seit 1972 als Haltepunkt einer Museumseisenbahn sowie seit 1995 als Endbahnhof der Linie 5 der Kasseler Verkehrs-Gesellschaft (KVG) genutzt wird.

## Geschichte

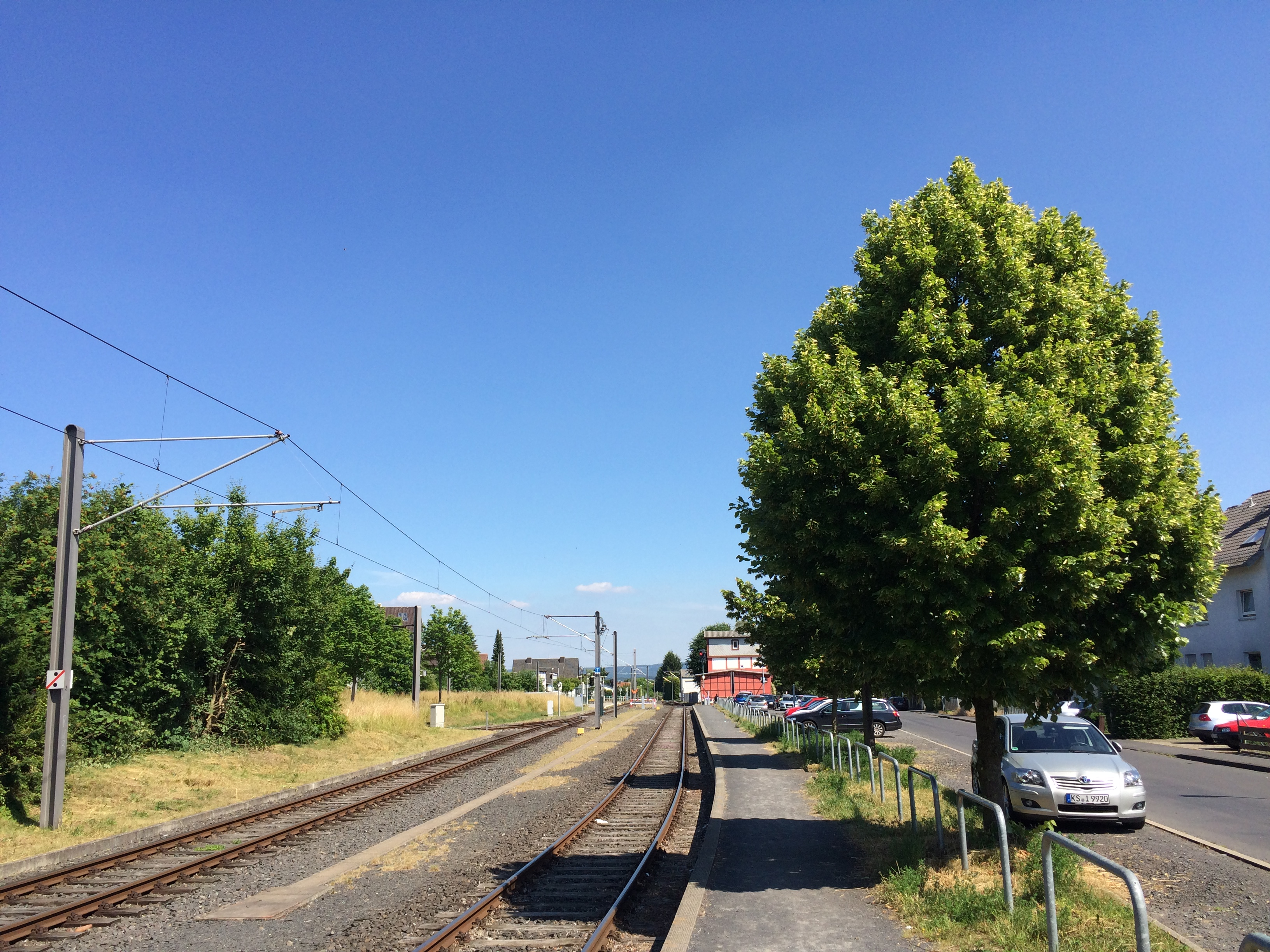
Bahnsteig des Hessencourriers

Eröffnet wurde der Bahnhof Großenritte mit dem Streckenabschnitt Kassel-Wilhelmshöhe Kleinbahnhof–Schauenburg-Elgershausen der Bahnstrecke Kassel–Naumburg am 29. Oktober 1903. Bauherr war die Kassel-Naumburger Eisenbahn (KNE).
Der Personenverkehr wurde am 4. September 1977 eingestellt. Der Güterverkehr westlich von Altenbauna – und damit auch in Großenritte – endete am 31. Mai 1991.
Von Wilhelmshöhe bis Naumburg verkehrt seit 1972 eine Museumseisenbahn, die der Verein „Hessencourrier e. V.“ betreibt, welche auch im Bahnhof Großenritte hält. Es kommen Dampfzüge zum Einsatz.
Nach dem Vorbild des so genannten „Karlsruher Modells“ verkehren seit dem 27. Mai 1995 auf dem Teilabschnitt von Altenbauna Kleingartenverein bis Großenritte Bahnhof wechselnde Linien der Kasseler Straßenbahn, die auf das Eisenbahnnetz überwechseln. In diesem Zusammenhang entstanden etwas westlich des Bahnhofs Großenritte zwei kleine Hallen, in denen Fahrzeuge abgestellt werden.

## Ausstattung
Der Bahnhof Großenritte besitzt noch sein rot-graues Empfangsgebäude, welches für die Öffentlichkeit unzugänglich ist, da es an privat verkauft worden ist, jedoch unter Denkmalschutz steht.
Durch den Bahnhof Großenritte führen drei Gleise, welche allesamt mit einem Bahnsteig ausgestattet sind. Der etwas versetzt liegende Seitenbahnsteig (Gleis 1) dient den Zügen des Hessencourrierss in beiden Richtungen. Die Züge der Linie 5 verkehren von dem eigens für sie angelegten Inselbahnsteig, wobei sie an Gleis 2 ankommen, über die ebenfalls neu angelegte Wendeschleife fahren und anschließend nach einer kurzen Pause von der anderen Bahnsteigseite (Gleis 3) wieder abfahren.

## Heutiger Betrieb
Die Linie 5 verkehrt am Bahnhof Großenritte in der Regel im Viertelstundentakt über Altenbauna und die Kasseler Innenstadt zur Holländischen Straße im Norden Kassels. In den frühen Morgenstunden und am späten Nachmittag kommen einzelne Verstärkerzüge der Linie 2 hinzu. An ausgewählten Wochenenden hält der Hessencourrier in Großenritte, welcher zwischen Kassel-Wilhelmshöhe und Naumburg verkehrt. Es bestehen Anschlussmöglichkeiten mit der Regionalbuslinie 153 in Richtung Naumburg sowie zu der Linie 61 (StadtBus Baunatal). Ferner verkehrt die Linie 56 als Kleinbus in Richtung Baunatal-Rengershausen, VW-Werk über Edermünde, Guxhagen, Fuldabrück-Dörnhagen und dem Bahnhof Baunatal-Rengershausen mit der Anbindung an die RT5, RB5, RB38, RB39 und RE98.